# Łasko (herb szlachecki)
Łasko (Chłasko, Hłasko) – polski herb szlachecki, odmiana herbu Leliwa.

## Opis herbu
W polu błękitnym nad złotym półksiężycem ze złotą gwiazdą sześciopromienną w środku dwie srebrne klamry ukośnie skrzyżowane. Nad hełmem w koronie ogon pawi.

## Najwcześniejsze wzmianki
Niesiecki daje co prawda Łaskom Leliwę bez odmiany, jednak Boniecki podaje przykłady : pieczęci Michała, podsędka z 1604 (notatki Dziadulewicza) i pieczęci Michała, sędziego winnickiego, z 1607 roku (Teka Rulikows.), na których widnieje Leliwa z dwiema klamrami lub belkami ukośnie skrzyżowanymi (ponad gwiazdą i półksiężycem).
Według Ostrowskiego odmiana przysługiwała Łaskom na Wołyniu i w połockiem.

## Herbowni
Czerczerski, Czerczycki, Lasko, Łasko, Sekuński, Zadybski.